# Gergithus herbaceus
Gergithus herbaceus är en insektsart som först beskrevs av Kirby 1891.  Gergithus herbaceus ingår i släktet Gergithus och familjen sköldstritar. Inga underarter finns listade i Catalogue of Life.